# Geoemyda japonica
Geoemyda japonica là một loài rùa trong họ Emydidae. Loài này được Fan mô tả khoa học đầu tiên năm 1931.